# Chavalit Yongchaiyudh
Chavalit Yongchaiyudh (in thai ชวลิต ยงใจยุทธ; 15 maggio 1932) è un politico e generale thailandese.
Fu primo ministro della Thailandia dal novembre 1996 al novembre 1997, ma il suo governo fu travolto dalla crisi finanziaria asiatica di quegli anni. In precedenza aveva raggiunto i gradi più alti del Reale Esercito Thailandese.

## Biografia

### Istruzione
Nato nel 1932 da una famiglia di origini thai, cinesi, lao e persiane, studiò alla scuola Triam Udom Suksa e si diplomò all'Accademia militare Chula Chom Klao nel 1949. Proseguì gli studi e la formazione militare in Thailandia e con lo US Army sia negli Stati Uniti che a Okinawa, in Giappone. In seguito gli furono attribuite una laurea honoris causa in Legge nel 1987 all'Università Pepperdine in California e una in Belle arti all'Università Srinakharinwirot di Bangkok.

### Carriera militare
Entrato nel Reale Esercito Thailandese, divenne sottotenente nel 1954 e fu nominato capo-plotone nel Dipartimento comunicazioni nel 1963. Negli anni sessanta e settanta fu impiegato nelle campagne di soppressione della guerriglia comunista nelle giungle thailandesi e nella preparazione dei militari thai destinati alla guerra del Vietnam. Nel 1971 fu promosso capo della divisione operazioni e dopo le rivolte studentesche del 1973 fu considerato un membro del gruppo dei "soldati democratici" (Thahan Prachathippatai), anche se non dichiarò mai in pubblico la sua appartenenza al gruppo.
Verso la fine degli anni settanta organizzò i gruppi paramiltari dei "soldati cacciatori" (Thahan Phran) specializzati in tattiche di guerriglia per snidare i militanti del Partito Comunista della Thailandia che combattevano nelle giungle. Questi gruppi sarebbero stati tra i più attivi contro l'insurrezione comunista nel 1982. Nel 1980 fu nominato direttore generale del Dipartimento operazioni. Contribuì all'attuazione degli ordini del governo guidato dal generale Prem Tinsulanonda che offrirono l'amnistia e il ritorno alla vita civile per i guerriglieri comunisti che avessero accettato di deporre le armi. Questi ordini ebbero successo, contribuirono significativamente alla fine della insurrezione comunista e alla fine dello stesso Partito Comunista.
Nel 1985 fu nominato capo di stato maggiore dell'esercito e l'anno successivo comandante in capo. Nel 1987 fu promosso comandante in capo del quartier generale del comando supremo. La sua ascesa nella gerarchia militare fu inusuale per un militare come lui del Dipartimento comunicazioni, questi gradi di comando erano di solito riservati ai militari che facevano parte della Fanteria, Artiglieria o dei carristi. La carriera di Chavalit fu dovuta alla collaborazione con il potente generale e primo ministro Prem, nonché alla propria strategia e acume come militare e politico.
Sotto la sua leadership, l'esercito intraprese progetti per lo sviluppo delle aree rurali tra i quali vi furono il "Verde Isan" (Isan Khiao), per le aree sottosviluppate in Thailandia del Nordest, e il "Nuova speranza" (Khwam Wang Mai) teso a risolvere i problemi legati all'insurrezione nella Thailandia del Sud. Questi progetti si basarono sulle idee dei "soldati democratici" e sugli ordini che portarono alla dissoluzione del Partito Comunista, secondo i quali la sicurezza nazionale dipendeva anche dallo sviluppo economico e dalla risoluzione dei problemi regionali. Per la realizzazione di questi progetti Chavalit assicurò lucrosi contratti a grandi aziende del settore agricolo. I progetti gli attirarono i sospetti della monarchia, che lo considerò un repubblicano. Andò in pensione nel 1990.

### Carriera politica
Prima di andare in pensione come militare, il generale Chavalit Yongchaiyudh iniziò la carriera politica nel 1988 entrando come vice-primo ministro e ministro della Difesa nel governo di Chatichai Choonhavan. Nel 1990 fondò il Partito Nuova Aspirazione (Phak Khwam Wang Mai) che avrebbe guidato fino al 2002. Lo modellò secondo il partito Golkar del presidente indonesiano Suharto e fu finanziato soprattutto dal gruppo Charoen Pokphand, una delle principali aziende coinvolte nei progetti militari di sviluppo delle aree rurali. Contestò il colpo di Stato del 1991 e le successive elezioni del marzo 1992 manovrate dall'esercito che portarono al mandato del generale Suchinda Kraprayoon. Il suo partito ebbe la maggioranza relativa dei voti e Chavalit divenne capo dell'opposizione. Le proteste popolari che seguirono si conclusero con la sanguinosa repressione poliziesca del maggio 1992.
Il generale Suchinda fu costretto a dimettersi e dopo le elezioni del settembre 1992, nelle quali Nuova Aspirazione ottenne 51 seggi, Chavalit fu nominato ministro degli Interni nel governo di coalizione guidato da Chuan Leekpai, incarico che mantenne fino al 1994. Fu quindi vice-primo ministro e ministro della Difesa tra il 1995 e il 1996 durante il mandato di Banharn Silpa-archa. Nel settembre 1995 dimostrò il proprio potere scegliendo il nuovo comandante in capo dell'esercito.
Alle elezioni del novembre 1996, il suo Partito Nuova Aspirazione ottenne 125 seggi e formò una coalizione di governo con i partiti Chart Pattana, Azione Sociale, Cittadino Thai, Seri Dhamma e il Partito della Massa. Chavalit fu nominato primo ministro il 25 novembre 1996 con un decreto di re Rama IX. Il suo governo fu travolto dalla crisi finanziaria asiatica di quel periodo e nel novembre 1997 rassegnò le dimissioni.
Fu capo dell'opposizione anche nei periodi dal novembre 1997 al gennaio 1998 e dal settembre 1998 all'aprile 2000. Nel 2001 Nuova Aspirazione entrò nella coalizione di governo guidata dal Partito Thai Rak Thai del nuovo astro della politica nazionale, il magnate delle telecomunicazioni Thaksin Shinawatra, che fu eletto primo ministro. In questo periodo Chavalit accettò la fusione dei due partiti, tornò ad essere vice-primo ministro e ministro della Difesa. In seguito prese le distanze da Thaksin e si pensa sia stato coinvolto nel movimento dell'Alleanza Popolare per la Democrazia (APD), che ebbe un ruolo fondamentale nella caduta del governo di Thaksin con il colpo di Stato del 2006.
Chatichai fu comunque vice-primo ministro nel 2008 anche nel governo di Somchai Wongsawat, cognato e alleato di Thaksin, che dovette affrontare la grave crisi politica del 2008 provocata dalle grandi proteste delle camicie gialle dell'APD. Presentò le dimissioni ammettendo le proprie responsabilità per l'eccessivo uso della forza da parte della polizia durante l'occupazione del Parlamento da parte delle camicie gialle, che portò al ferimento di diversi dimostranti. L'anno dopo divenne il presidente del Partito Pheu Thai, che vinse le elezioni e Yingluck Shinawatra, sorella di Thaksin, fu nominata primo ministro. Questa rinnovata collaborazione con la famiglia Shinawatra incrinò le relazioni con il suo mentore, il generale Prem. In questo periodo si occupò con scarso successo del conflitto con la Cambogia per la sovranità sul tempio Preah Vihear, attirandosi grandi critiche tra la popolazione. Nel 2011 diede le dimissioni da Pheu Thai.
Nel 2014 vi fu il colpo di Stato militare che pose fine alla carriera politica di Yingluck e il potere fu assunto dal generale Prayuth Chan-ocha, che negli anni successivi mantenne la carica di primo ministro e ostacolò il ritorno alla democrazia. Dopo un periodo di silenzio, nel maggio 2017 Chavalit annunciò di essere in via di guarigione dopo una caduta che gli procurò problemi motori e perdita di memoria. In tale occasione, l'ottantacinquenne ex generale espresse la convinzione che l'operato del governo del dittatore Prayuth avrebbe avuto successo nella riconciliazione nazionale e nel riportare il Paese alla democrazia.

## Onorificenze

### Thailandia
- Cavaliere di Gran Cordone di classe speciale per l'Ordine dell'Elefante Bianco
- Cavaliere di Gran Cordone di classe speciale per l'Ordine della Corona di Thailandia
- Cavaliere di Gran Croce di prima classe per l'Ordine del Direkgunabhorn
- Cavaliere Gran Commendatore di seconda classe, alto grado, per l'Ordine di Chula Chom Klao
- Cavaliere Commendatore di seconda classe per l'Ordine di Rama
- Medaglia dei Boy Scout per l'Ordine di Simbolico Auspicio di classe speciale Ramkeerati
- Medaglia della Vittoria per la Guerra del Vietnam
- Medaglia di prima classe per la Salvaguardia degli Uomini Liberi
- Medaglia per il Servizio di Frontiera
- Medaglia di lungo servizio e buona condotta
- Medaglia di quarta classe con monogramma di re Rama IX

### All'estero
- Commendatore Onorario per l'Ordine del difensore del reame di Malaysia[9]